# Neomochtherus pallipes
Neomochtherus pallipes là một loài ruồi trong họ Asilidae. Neomochtherus pallipes được Meigen miêu tả năm 1820.

## Hình ảnh

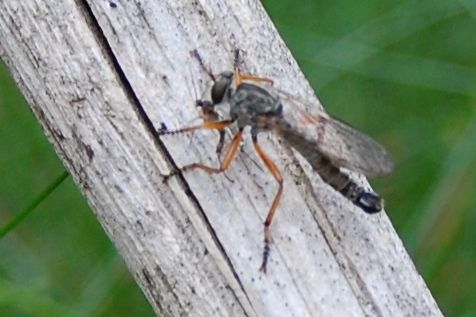
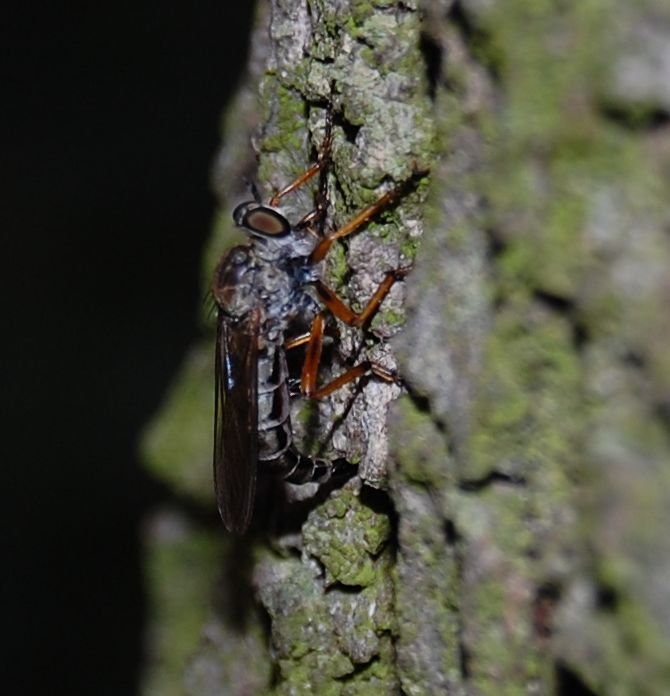